# حراجل
حراجل (به عربی: حراجل) یک منطقهٔ مسکونی در لبنان است که در شهرستان کسروان واقع شده‌است.
 حراجل ۱۲٫۳۰ کیلومتر مربع مساحت دارد  ۱٬۳۲۰ متر بالاتر از سطح دریا واقع شده‌است.